# Наньчжао
Наньчжа́о (кит. трад. 南詔, упр. 南诏, пиньинь Nánzhāo) — царство народа бай, основная территория которого располагалась в современной провинции Юньнань в Китае. Расцвет Наньчжао приходился на VIII — IX века.
Наньчжао было многонациональным буферным государством между Китаем и Юго-Восточной Азией. Экспансия и распад Наньчжао привели к расселению лао и таи на территории современного Лаоса и Таиланда.

## Основание и этнография
Начало Наньчжао относят к 650 году. Племена бай селились вокруг озера Эрхай, образуя княжества, известные как чжао. В 737 году при поддержке танского Китая король Пилогэ объединил «шесть чжао» и назвал новое царство Наньчжао. Оно находилось в положении формального вассалитета по отношению к танскому Китаю. Столицей в 738 году стал город Тайхэ (太和城) недалеко от современного города Дали, в центре плодородной долины. Через 17 лет сын Пилогэ, Гэлофэн, провозгласил себя императором, то есть провозгласил независимость от Китая.

## Расцвет и экспансия

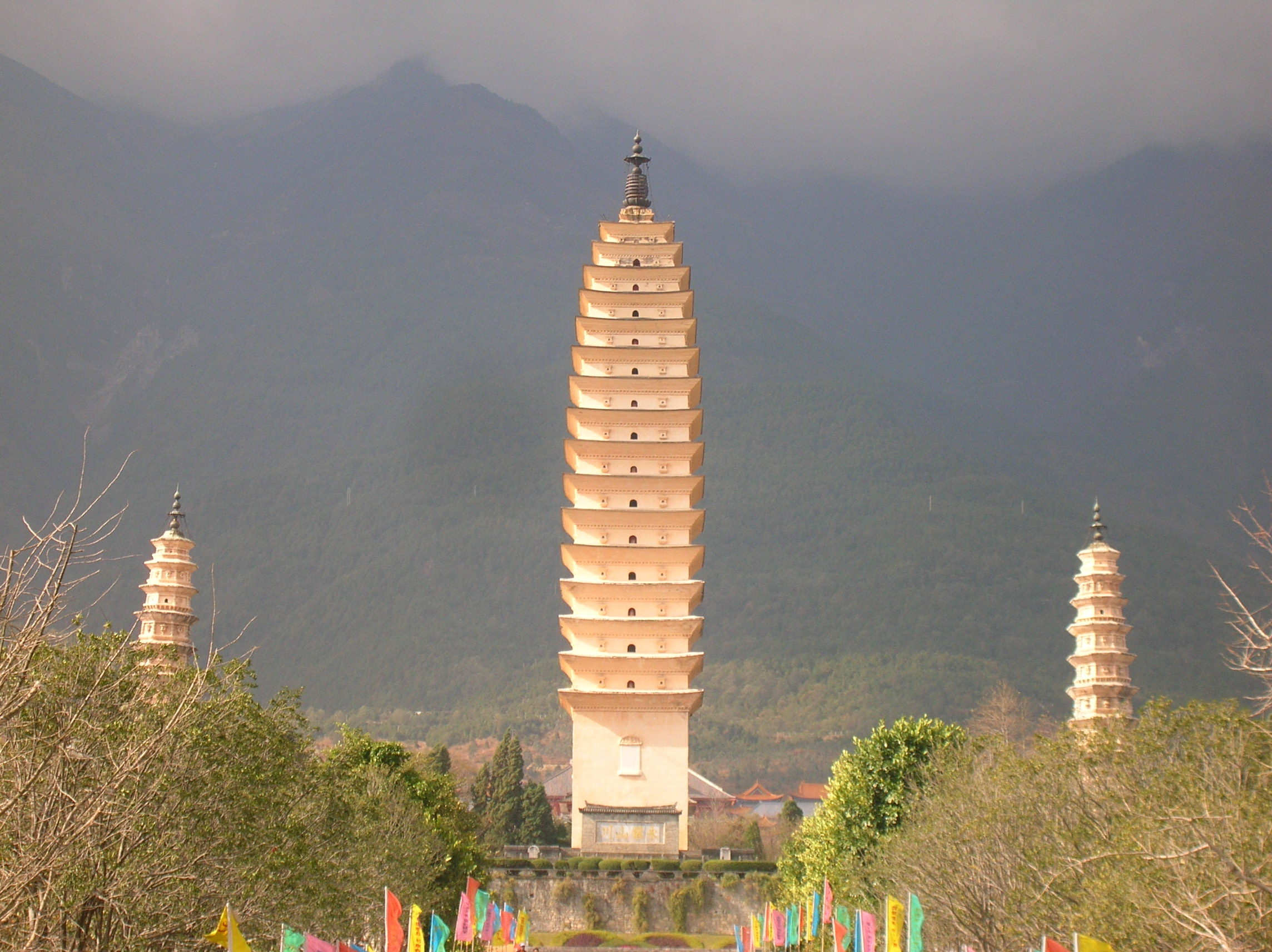
Три пагоды — памятник архитектуры Наньчжао — был воздвигнут близ столицы этого государства.

В 750 году Наньчжао подняло восстание против танского Китая. В 751 году китайцы послали армию, которая потерпела поражение под Сяньгуанем, в том же году, когда произошла Таласская битва, и китайцы потерпели сокрушительное поражение от арабов в Центральной Азии. Свидетельствами этой битвы стали Генеральская Пещера и Могила Десяти Тысяч Солдат в районе Сянгуаня. В 754 году была послана другая китайская армия, и тоже потерпела поражение. Вдохновлённые успехом, полководцы Наньчжао заняли весь Юньнань, вторглись в Бирму, северный Лаос и Таиланд, и продвинулись в Сычуань. В 829 году было взято Чэнду.
В 832 году войска Наньчжао захватили столицу Халинджи государства Пью (в Бирме), сравняли её с землёй, а оставшихся в живых жителей угнали в плен. В 835 году войска Наньчжао напали на монское государство Мичэнь и увели много пленных. Однако монским государствам удалось объединить свои силы в борьбе с Наньчжао и остановить его наступление.

## Упадок
В 873 году Наньчжао было вытеснено из провинции Сычуань. В дальнейшем мощь королевства Наньчжао постепенно угасала.

## Смены династий
В 902 году династия Наньчжао была свергнута. За короткое время сменилось ещё три династии, и в 937 году было основано царство Дали.

## Гибель
В 1254 году Дали захватывают монголы во главе с ханом Хубилаем. Тайские племена эмигрируют на территорию современных Таиланда, Лаоса и штата Ассам в Индии.

## Религия
Наньчжао ассоциируется с буддизмом, что доказывается надписями на камнях с того времени. Некоторые исследователи предполагают, что местный буддизм ачарья был родствен тантрическому буддизму Ари, принятому в Пагане (современная Мьянма).

## Правители Наньчжао
| Храмовое имя (кит. трад. 廟號, упр. 庙号, пиньинь Miàohào, палл. Мяохао)               | Посмертное имя (кит. трад. 諡號, упр. 谥号, пиньинь Shìhào, палл. Шихао) | Личное имя (кит. трад. 姓名, пиньинь Xìngmíng, палл. Синмин)                                            | Годы правления   | Эра правления (кит. трад. 年号, упр. 年號, пиньинь Niánhào, палл. Няньхао) |
| -------------------------------------------------------------------------------------- | --- | --- | ---------------- | --- |
| Династия Да Мэн (кит. трад. 大蒙, пиньинь Dà Méng, палл. Да Мэн)                       | | |                  | |
|                                                                                        | Цицзя-ван (кит. трад. 奇嘉王, пиньинь Qíjiā Wáng, палл. Цицзя-ван) | Мэн Синуло (кит. трад. 蒙細奴邏, упр. 蒙细奴逻, пиньинь Méng Xìnúluó, палл. Мэн Синуло)                 | 649—674 род. 617 | |
|                                                                                        | Синцзун-ван (кит. трад. 興宗王, упр. 兴宗王, пиньинь Xīngzōng Wáng, палл. Синцзун-ван)                                                                                      | Мэн Лошэн (кит. упр. 蒙邏盛, пиньинь Méng Luóshèng, палл. Мэн Лошэн)                                    | 674—712 род. 634 | |
|                                                                                        | | Мэн Яньгэ (кит. трад. 蒙炎閣, упр. 蒙炎阁, пиньинь Méng Yángé, палл. Мэн Яньгэ)                         | 712              | |
|                                                                                        | Вэйчэн-ван (кит. трад. 威成王, пиньинь Wēichéng Wáng, палл. Вэйчэн-ван) | Мэн Шэнлопи (кит. трад. 蒙盛邏皮, упр. 蒙盛逻皮, пиньинь Méng Shèngluópí, палл. Мэн Шэнлопи)            | 712—728 род. 673 | |
|                                                                                        | Гуйи-ван (кит. трад. 歸義王, упр. 归义王, пиньинь Guīyì Wáng, палл. Гуйи-ван)                                                                                               | Мэн Пилогэ (кит. трад. 蒙皮邏閣, упр. 蒙皮逻阁, пиньинь Méng Píluógé, палл. Мэн Пилогэ)                 | 728—748          | |
|                                                                                        | Шэньу-хуанди (кит. трад. 神武皇帝, упр. 神武皇帝, пиньинь Shénwǔ Huángdì, палл. Шэньу-хуанди)                                                                               | Мэн Гэлофэн (кит. упр. 蒙閣羅鳳, пиньинь Méng Géluófèng, палл. Мэн Гэлофэн)                             | 748—779 род. 712 | - Чаншоу (кит. упр. 長壽, пиньинь Chángshòu, палл. Чаншоу) 769—780 |
|                                                                                        | Сяохэн-хуанди (кит. трад. 孝恒皇帝, пиньинь Xiàohéng Huángdì, палл. Сяохэн-хуанди)                                                                                          | Мэн Имоусюнь (кит. трад. 蒙異牟尋, упр. 蒙异牟寻, пиньинь Méng Yìmóuxún, палл. Мэн Имоусюнь)            | 779—808 род. 754 | - Цзяньлун (кит. трад. 見龍, упр. 见龙, пиньинь Jiànlóng, палл. Цзяньлун) 780—784 - Шанъюань (кит. трад. 上元, пиньинь Shǎngyuán, палл. Шанъюань) 784— - Юаньфэн (кит. трад. 元封, пиньинь Yuánfēng, палл. Юаньфэн) —810 |
|                                                                                        | Сяохуэй-хуанди (кит. 孝惠皇帝, пиньинь Xiàohuì Huángdì, палл. Сяохуэй-хуанди)                                                                                               | Мэн Сюньгэцюань (кит. трад. 蒙尋閣勸, упр. 蒙尋阁劝, пиньинь Méng Xúngéquàn, палл. Мэн Сюньгэцюань)     | 808—809 род. 778 | |
|                                                                                        | Ю-хуанди (кит. упр. 幽皇帝, пиньинь Yōu Huángdì, палл. Ю-хуанди) | Мэн Цюаньлуншэн (кит. упр. 蒙勸隆晟, пиньинь Méng Quànlóngshèng, палл. Мэн Цюаньлуншэн)                 | 809—816 род. 798 | - Лунсин (кит. упр. 龍興, пиньинь Lóngxīng, палл. Лунсин) 810—817 |
|                                                                                        | Цзин-хуанди (кит. трад. 靖皇帝, пиньинь Jìng Huángdì, палл. Цзин-хуанди) | Мэн Цюаньлишэн (кит. трад. 蒙勸利晟, упр. 蒙劝利晟, пиньинь Méng Quànlìshèng, палл. Мэн Цюаньлишэн)     | 816—823 род. 802 | - Цюаньи (кит. трад. 全義, упр. 全义, пиньинь Quányì, палл. Цюаньи) 817—820 - Дафэн (кит. трад. 大豐, упр. 大丰, пиньинь Dàfēng, палл. Дафэн) 820—824 |
|                                                                                        | Чжаочэн-хуанди (кит. трад. 昭成皇帝, пиньинь Zhāochéng Huángdì, палл. Чжаочэн-хуанди)                                                                                       | Мэн Цюаньфэнъю (кит. трад. 蒙勸豐祐, упр. 蒙劝丰祐, пиньинь Méng Quànfēngyòu, палл. Мэн Цюаньфэнъю)     | 823—859          | - Баохэ (кит. трад. 保和, пиньинь Bǎohé, палл. Баохэ) 824—840 - Тяньци (кит. трад. 天啟, пиньинь Tiānqǐ, палл. Тяньци) 840—860 |
| Династия Да Ли (кит. трад. 大禮, упр. 大礼, пиньинь Dà Lǐ, палл. Да Ли)                | | |                  | |
|                                                                                        | Цзинчжуан-хуанди (кит. трад. 景莊皇帝, упр. 景庄皇帝, пиньинь Jǐngzhuāng Huángdì, палл. ЦзинЧжуан-хуанди)                                                                   | Мэн Шилун (кит. трад. 蒙世隆, пиньинь Méng Shìlóng, палл. Мэн Шилун)                                    | 859—877 род. 844 | - Цзяньцзи (кит. трад. 建極, пиньинь Jiànjí, палл. Цзяньцзи) 860—873 - Фаяо (кит. трад. 法堯, упр. 法尧, пиньинь Fǎyáo, палл. Фаяо) 873—878 |
| Династия Да Фэнминь (кит. трад. 大封民, пиньинь Dà Fēngmín, палл. Да Фэнминь)          | | |                  | |
|                                                                                        | Шэнмин Вэньу-хуанди (кит. трад. 聖明文武皇帝, упр. 圣明文武皇帝, пиньинь Shèngmíng Wénwǔ Huángdì, палл. Шэнмин Вэньу-хуанди)                                                | Мэн Луншунь (кит. трад. 蒙隆舜, пиньинь Méng Lóngshùn, палл. Мэн Луншунь)                               | 877—897          | - Чжэньмин (кит. трад. 貞明, упр. 贞明, пиньинь Zhēnmíng, палл. Чжэньмин) 878— - Чэнчжи (кит. трад. 承智, пиньинь Chéngzhì, палл. Чэнчжи) - Датун (кит. трад. 大同, пиньинь Dàtóng, палл. Датун) —889 - Цое (кит. трад. 嵯耶, пиньинь Cuóyé, палл. Цое) 889—898 |
|                                                                                        | Сяоай-хуанди (кит. трад. 孝哀皇帝, пиньинь Xiàoāi Huángdì, палл. Сяоай-хуанди)                                                                                              | Мэн Шуньхуачжэнь (кит. трад. 蒙舜化貞, упр. 蒙舜化贞, пиньинь Méng Shùnhuāzhēn, палл. Мэн Шуньхуачжэнь) | 897—902 род. 877 | - Чжунсин (кит. трад. 中興, упр. 中兴, пиньинь Zhōngxīng, палл. Чжунсин) 898—903 |
| Династия Да Чанхэ (кит. трад. 大長和, упр. 大长和, пиньинь Dà Chánghé, палл. Да Чанхэ) | | |                  | |
|                                                                                        | Шэнмин Вэньу Вэйдэ Хуань-хуанди (кит. трад. 聖明文武威德桓皇帝, упр. 圣明文武威德桓皇帝, пиньинь Shèngmíng Wénwǔ Wēidé Huán Huángdì, палл. Шэнмин Вэньу Вэйдэ Хуань-хуанди) | Чжэн Майсы (кит. трад. 鄭買嗣, упр. 鄭买嗣, пиньинь Zhèng Mǎisì, палл. Чжэн Майсы)                      | 902—909          | - Аньго (кит. трад. 安國, упр. 安国, пиньинь Ānguó, палл. Аньго) 903—910 |
|                                                                                        | Сувэнь Тайшан-хуанди (кит. трад. 肅文太上皇帝, пиньинь Sùwén Tàishǎng Huángdì, палл. Сувэнь Тайшан-хуанди)                                                                  | Чжэн Жэньминь (кит. трад. 鄭仁旻, упр. 郑仁旻, пиньинь Zhèng Rénmín, палл. Чжэн Жэньминь)               | 909—926          | - Шиюань (кит. трад. 始元, пиньинь Shǐyuán, палл. Шиюань) 910—913 - Тяньжуй Цзинсин (кит. трад. 天瑞景星, пиньинь Tiānruì Jǐngxīng, палл. Тяньжуй Цзинсин) 913— - Аньхэ (кит. трад. 安和, пиньинь Ānhé, палл. Аньхэ) - Чжэнью (кит. трад. 貞祐, упр. 贞祐, пиньинь Zhēnyòu, палл. Чжэнью) - Чули (кит. трад. 初曆, упр. 初历, пиньинь Chūlì, палл. Чули) - Сяочжи (кит. трад. 孝治, пиньинь Xiàozhì, палл. Сяочжи) —927 |
|                                                                                        | Гунхуэй-хуанди (кит. трад. 恭惠皇帝, пиньинь Gōnghuì Huángdì, палл. Гунхуэй-хуанди)                                                                                         | Чжэн Лундань (кит. трад. 鄭隆亶, упр. 郑隆亶, пиньинь Zhèng Lóngdǎn, палл. Чжэн Лундань)                | 926—928          | - Тяньин (кит. трад. 天應, упр. 天应, пиньинь Tiānyìng, палл. Тяньин) 927—928 |